# Catedral de Sant'Ana (Ponta Grossa)
A Catedral Sant'Ana, também conhecida como Igreja Matriz Sant'Ana, localiza-se no Centro da cidade paranaense de Ponta Grossa. A igreja é a sede da Diocese de Ponta Grossa.

## História
Em 15 de setembro de 1823, Ponta Grossa tornou-se freguesia, após isso houve a necessidade de construir uma nova capela para atender a população que via a necessidade de uma capela maior, no lugar da antiga Capela de Telha da Paróquia dedicada a Sant'Ana criada por Dom Pedro I, a nona paróquia do Paraná.
Sendo que para construção tiveram de escolher um lugar para a capela em devoção a Sant'Ana, pois a antiga Capela de Telha estava mal localizada, mas cada um queria construir perto de sua fazenda e segundo a tradição decidiram então soltar um casal de pombos, sendo que onde pousassem, uma capela seria construida, bem como seria a sede da freguesia. Os pombos pousaram em uma cruz que ficava ao lado de uma grande figueira no alto da colina. A comunidade ajudou na construção de uma simples capela de madeira e a freguesia se desenvolveu ao redor dela.
Por volta de 1863 a igreja foi ampliada, servindo melhor a população e também naquela época a igreja não possuia torres.
Em 1906 o italiano Nicolau Ferigotti foi contratado para reformar a igreja. Ferigotti, apresentou um projeto considerado ousado, pois, apesar do ecleticismo ser comum naquela época, as igrejas ocidentais eram predominantemente construídas no estilo greco-romano. A construção foi inaugurada em 1910. Em 10 de maio de 1926, foi criada a Diocese de Ponta Grossa e a Matriz de Sant'Ana foi elevada à categoria de Catedral.
Em 1978, a demolição da igreja ocorreu devido ao alegado fato da catedral "não possuir mais capacidade de abrigar todos os seus fiéis". A demolição foi contestada por boa parte dos pontagrossenses que não concordavam com o argumento. Mesmo assim, a bela igreja foi demolida e construída outra no mesmo local. A construção do atual templo foi iniciada no mesmo ano.
No dia 23 de julho de 2009, foram oficialmente terminadas as obras da Catedral com Celebração Eucarística Solene da Benção e Dedicação da Nova Igreja Catedral.

## Descrição
A Catedral possui 2.250 metros quadrados no espaço interno, comporta 1.200 pessoas sentadas, 61,9 metros de altura.[carece de fontes?]
A atual matriz de Sant'ana, possui com vitrais em acrílico, O subsolo tem 3.650 metros quadrados e abriga uma cripta, ossários, banheiros, museu, estacionamento.
A construção abriga, no seu interior, os retransmissores das televisões Rede Vida (canais 14 analógico e 14.1 digital) e Canção Nova (canais 26 analógico e 25.1 digital). No seu topo, acima da cruz, ficam as antenas destas, proporcionando cobertura dos municípios de Ponta Grossa e Carambeí.